# Bergstraße (okrug)
Bergstraße je okrug u njemačkoj pokrajini Hessen. Po popisu iz 2008. 263.465 stanovnika živi u okrugu površine 719,54 km².

## Gradovi i općine u okrugu
| Gradovi | Općine | Neuključeno područje |
| --- | --- | -------------------- |
| 1. Bensheim 2. Bürstadt 3. Heppenheim (Bergstraße) 4. Hirschhorn (Neckar) 5. Lampertheim 6. Lindenfels 7. Lorsch 8. Neckarsteinach 9. Viernheim 10. Zwingenberg | 1. Abtsteinach 2. Biblis 3. Birkenau 4. Einhausen 5. Fürth 6. Gorxheimertal 7. Grasellenbach 8. Groß-Rohrheim 9. Lautertal 10. Mörlenbach 11. Rimbach 12. Wald-Michelbach | Michelbuch           |

## Vanjske poveznice
- Službena stranica (njem.)